# オレンジ・サキニー
オレンジ・サキニーは、日本酒ベースのカクテルであり、暖かいタイプのロングドリンク（ロングカクテル）に分類される。燗酒を使うのが特徴。

## 標準的なレシピ
- 日本酒 ： オレンジ・ジュース ＝ 1：1
- 砂糖 ＝ 1tsp

### 作り方
まず日本酒は燗を、オレンジ・ジュースも温めておく必要がある。その上で、日本酒とオレンジ・ジュースをホルダーを付けたタンブラー（容量240ml程度）に注ぎ、砂糖を加えてステアすれば完成である。

### 備考
グラスは、タンブラーに限定されないが、あまり容量の少ないグラスには作らない。